# جوزاء بنت بندر بن مقحم التمياط
جوزاء بنت بندر بن مقحم ابن وطبان التمياط الشمري، ولدت على وجه التقريب في عام 1312هـ / 1892م في خب التمياط شمال حائل.

## حياتها
كان والدها بندر بن مقحم شيخاً لعشيرته حيث توارثت أسرته مشيخة التومان من شمر، كما اشتهر بالشجاعة والحكمة وقوة الشخصية، لذا حظيت جوزاء بصفات والدها، كما كان لنشأتها مع أسرة أغلبها من الذكور تأثير على شخصيتها فقد كان لها تسعة من الأخوة وأختان هما: وضحى والجازي.
ولما كان لها من مكانة اجتماعية فقد تنافس سادة القوم للارتباط بها إلا أن حياتها الزوجية لم تكن مستقرة فقد تزوجت بسعود بن عبد العزيز بن رشيد وانتقلت إلى قصره وحظيت بفرصة التعليم وقراءة القرآن وتعلمت بعض العلم الشرعي على يد شيخ أعمى، وكان زوجها يأخذ بمشورتها مقدراً رجاحة عقلها ويقال أنها طلّقت منه قبل مقتله والبعض يشير إلى أنه حُمل لبيتها عندما قُتل، ثم تزوجت من فهد بن هذال العنزي ورحلت لتقيم معه في موطنه بالعراق ثم طلّقت منه بعد ما أحس أن الناس أعجبوا بذكائها وكرمها وقال: (لا يجتمع في البيت كريمين)، ثم تزوجت من حاكم  بن فهيد العنزي وتوفي، ثم تزوجت بعلي السليمان العبيد من طيء وأقامت معه بمدينة الرمادي بالعراق وطلّقت منه، لتتزوج بآخر أزواجها وطبان بن فيصل الجرباء ولم يستمر زواجها  طويلاً وانتهى بالطلاق.
رزقت جوزاء من بعض أزواجها بإبن واحد اسمته مقحم وابنتين أسمتهما زهوه لكن لم تكتب لهم الحياة وماتوا صغاراً.

## دورها
رغم ما مرت به جوزاء من ظروف قاسية إلا أنها كانت صابرة مكثرة لأعمال الخير ساعية فيها، وعرف عنها نصرة المظلوم خاصة من نساء قومها ممن يقع عليها الظلم، كما عرف عنها إصلاح ذات البين، وعتق الرقاب، وحل مشاكل التحيير حتى لقبت ( بمجوزة العزبان).

## وفاتها
اختلف في تاريخ وفاتها حيث قيل أنه في عام 1379هـ/1959م أو في عام 1382هـ/ 1962م وكانت وفاتها في منطقة البويهي بالقرب من رفحاء.

## المصدر
- كتاب نساء شهيرات من نجد، أ.د.دلال بنت مخلد الحربي، دارة الملك عبد العزيز 1419هـ/1998م.